# Santálovité

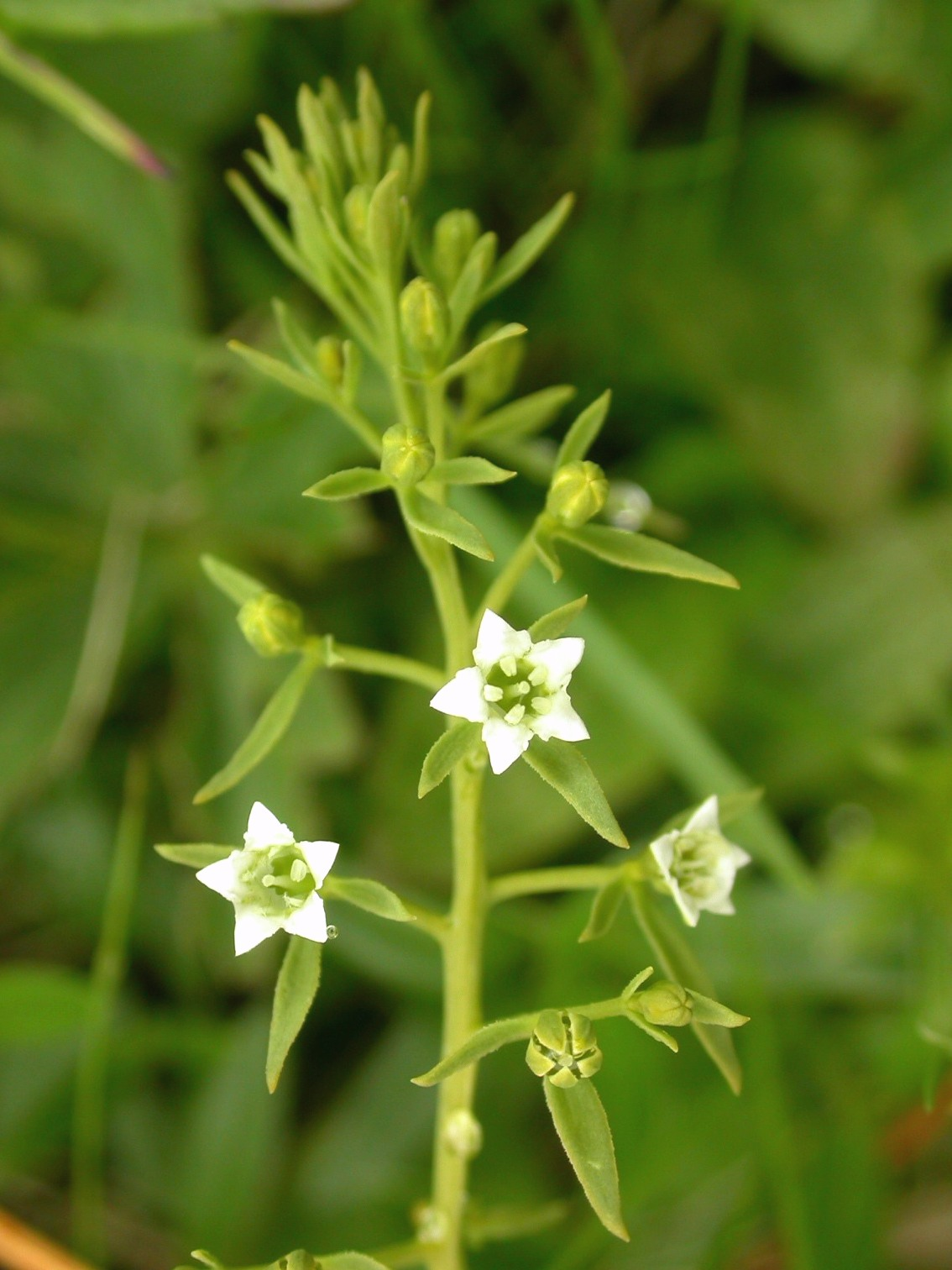
Lněnka pyrenejská (Thesium pyrenaicum)

Santálovité (Santalaceae) je čeleď vyšších dvouděložných rostlin z řádu santálotvaré (Santalales). Jsou to poloparazitické zelené dřeviny a byliny, rozšířené po celém světě. Z rostlin rostoucích v České republice sem patří jmelí a lněnky. Santalovník bílý je zdrojem známého vonného santalového dřeva.

## Popis
Santálovité jsou poloparazitické keře, stromy a byliny, připojující se kořenovými útvary nazývanými haustoria ke kořenům nebo kmenům a větvím hostitelských rostlin. Listy jsou jednoduché, střídavé nebo vstřícné, bez palistů, někdy redukované na pouhé šupiny. Čepel listů je celokrajná nebo výjimečně (Jodina) ostře laločnatá. Žilnatina je nejčastěji zpeřená, méně často dlanitá (Dendrotrophe).
Květenství jsou úžlabní nebo vrcholová, různých typů. Květy jsou drobné, zelenavé, jednopohlavné nebo oboupohlavné, pravidelné, nejčastěji 3 až 5-četné. Okvětí je ve spodní části často srostlé v číšku až trubku. Tyčinek je stejný počet jako okvětních lístků a jsou přirostlé k okvětí. V květech bývají přítomna laločnatá nektária. Semeník je svrchní až spodní, srostlý nejčastěji ze 3 plodolistů, s jedinou čnělkou a 1 až 4 vajíčky. Obsahuje jedinou komůrku, zřídka více (5 až 12). Plodem je oříšek nebo peckovice.

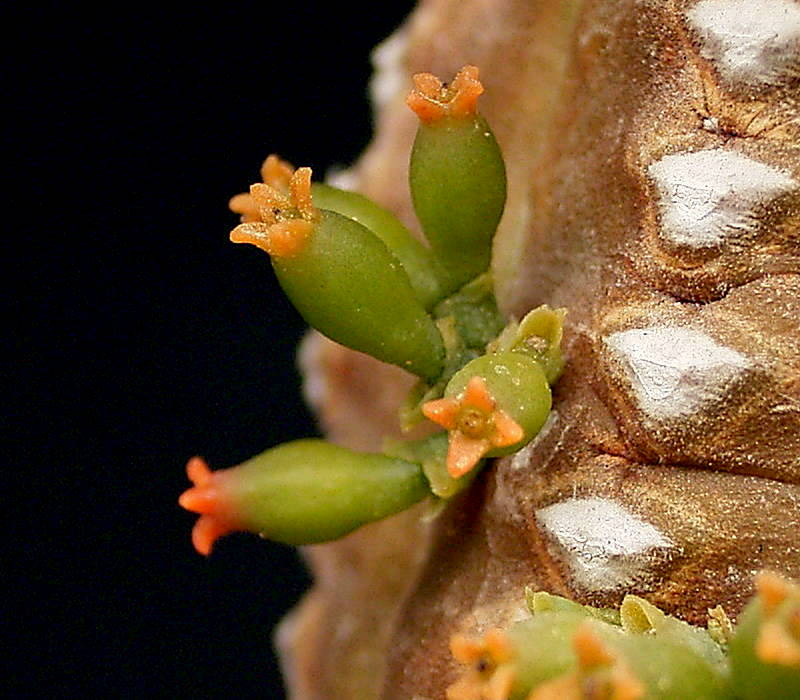
Trpasličí jmelí Viscum minimum parazitující na sukulentním pryšci
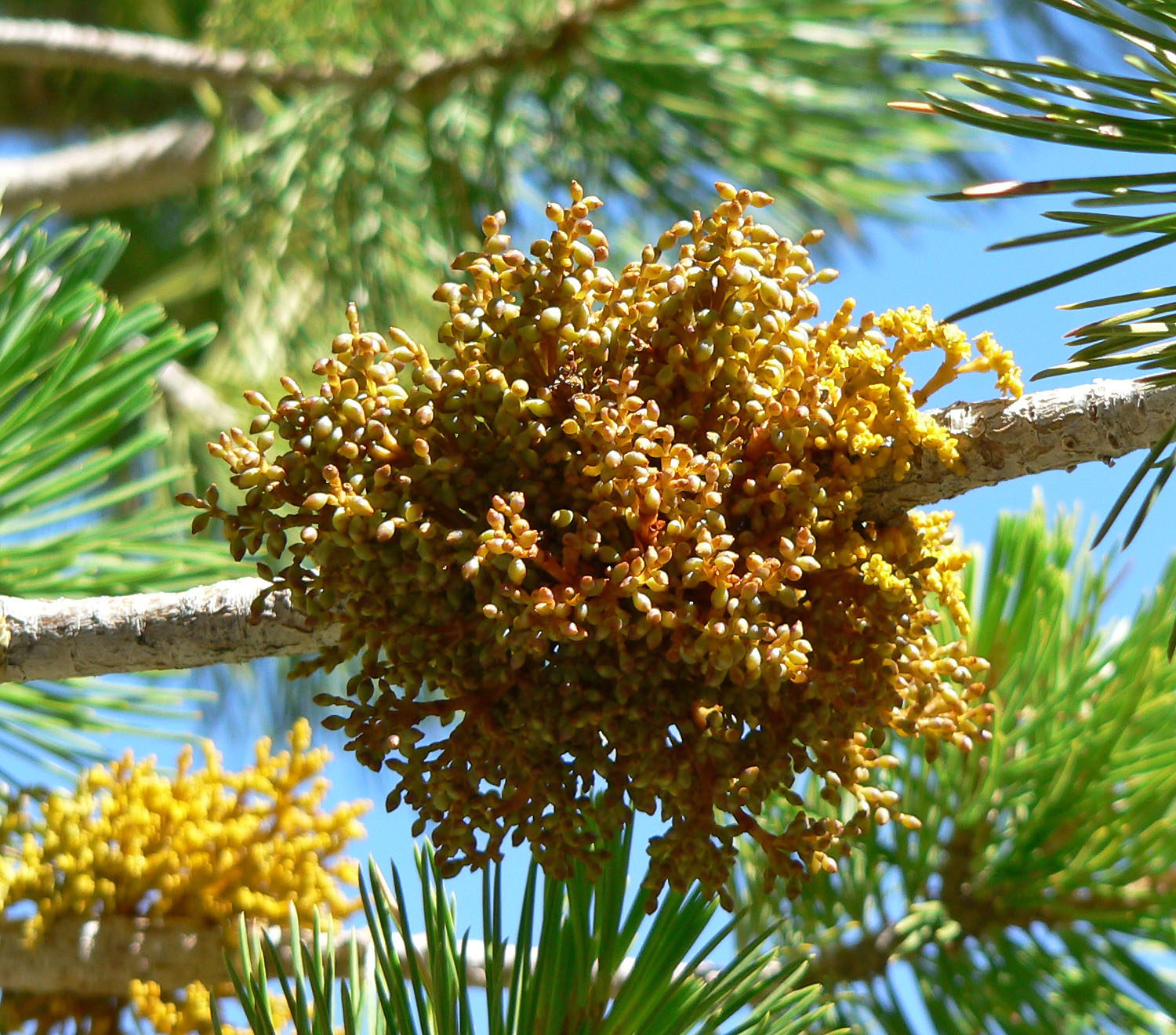
Arceuthobium cyanocarpum rostoucí na borovici ohebné (Pinus flexilis)
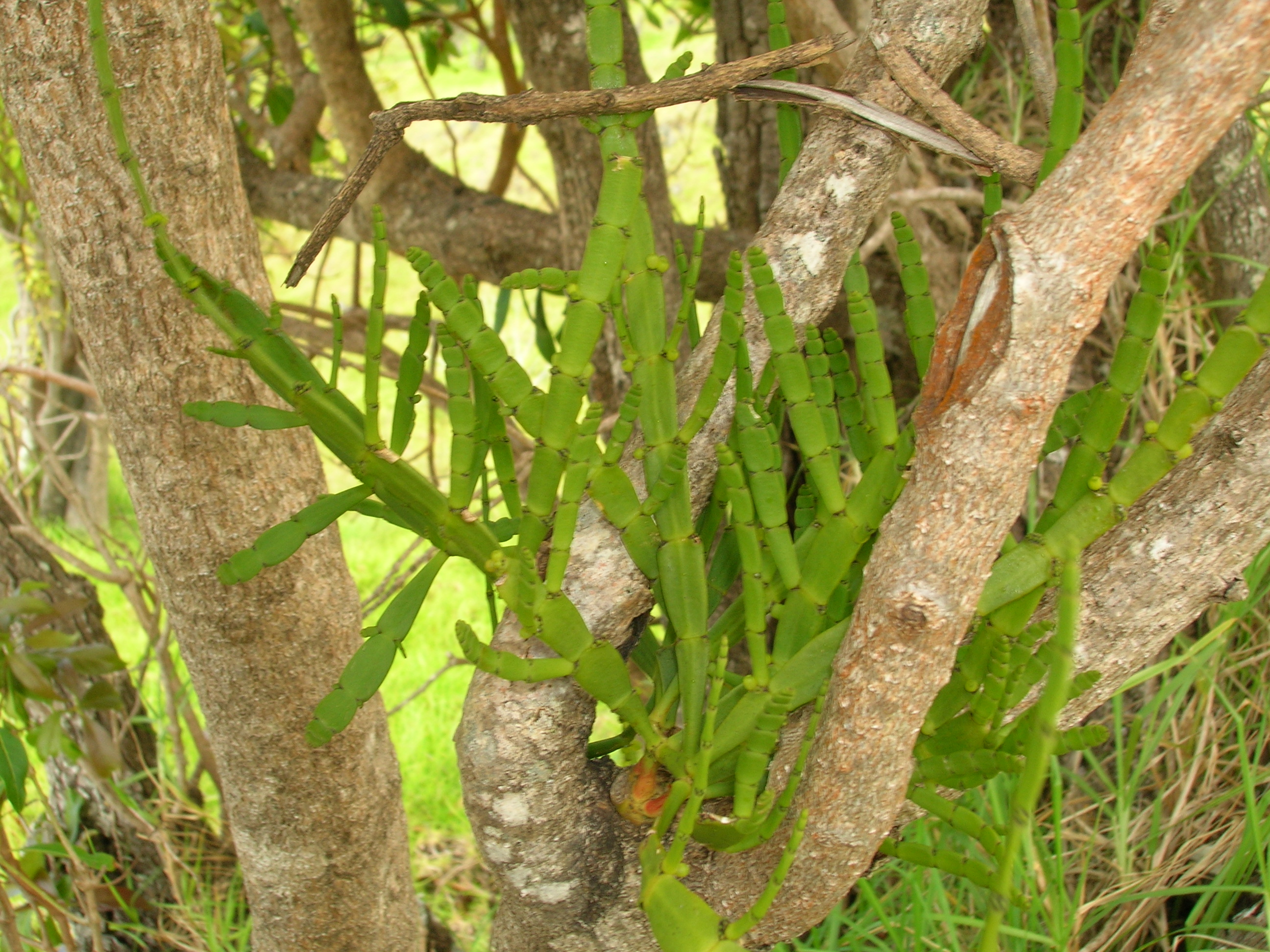
Korthalsella complanata
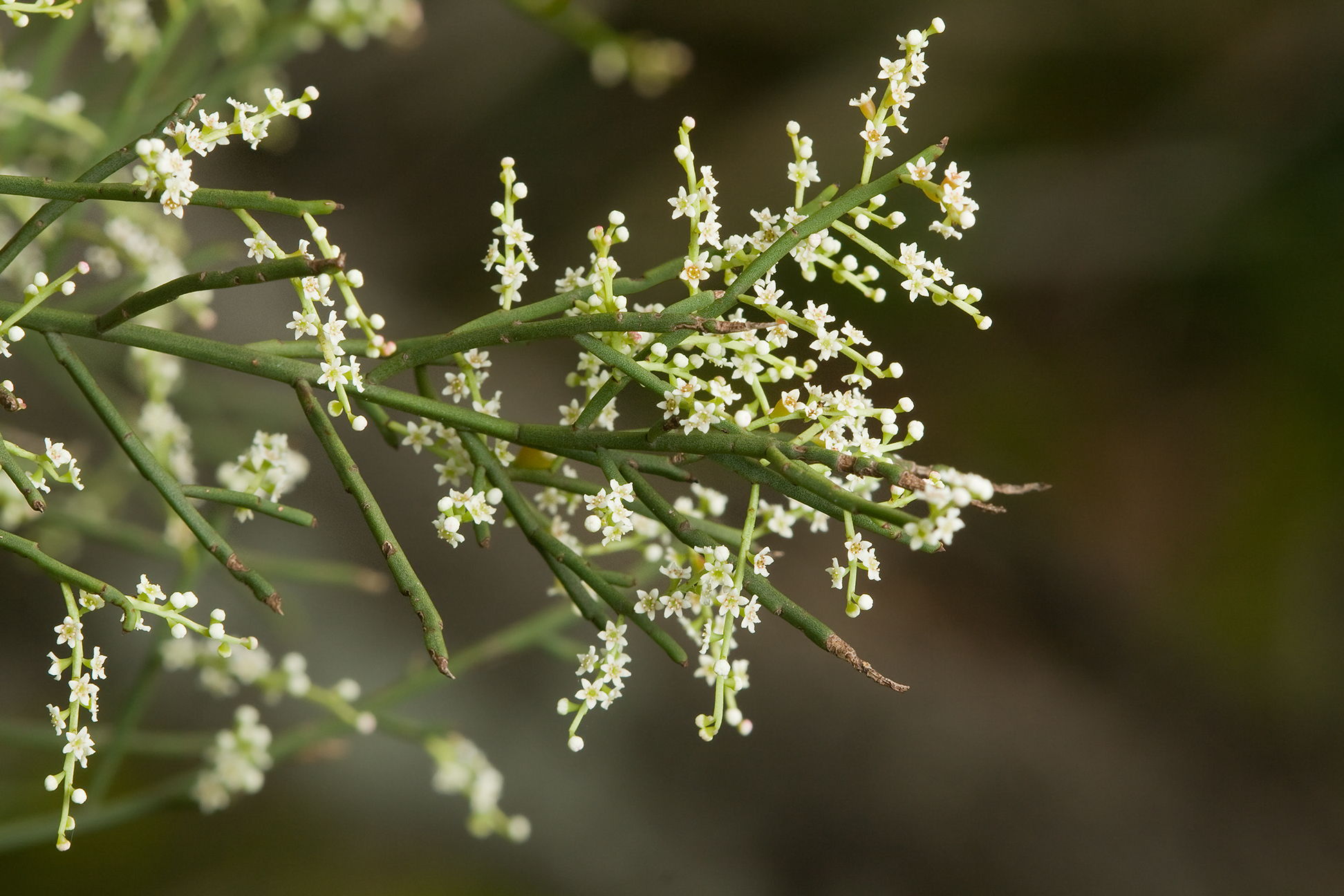
Kvetoucí Leptomeria drupacea
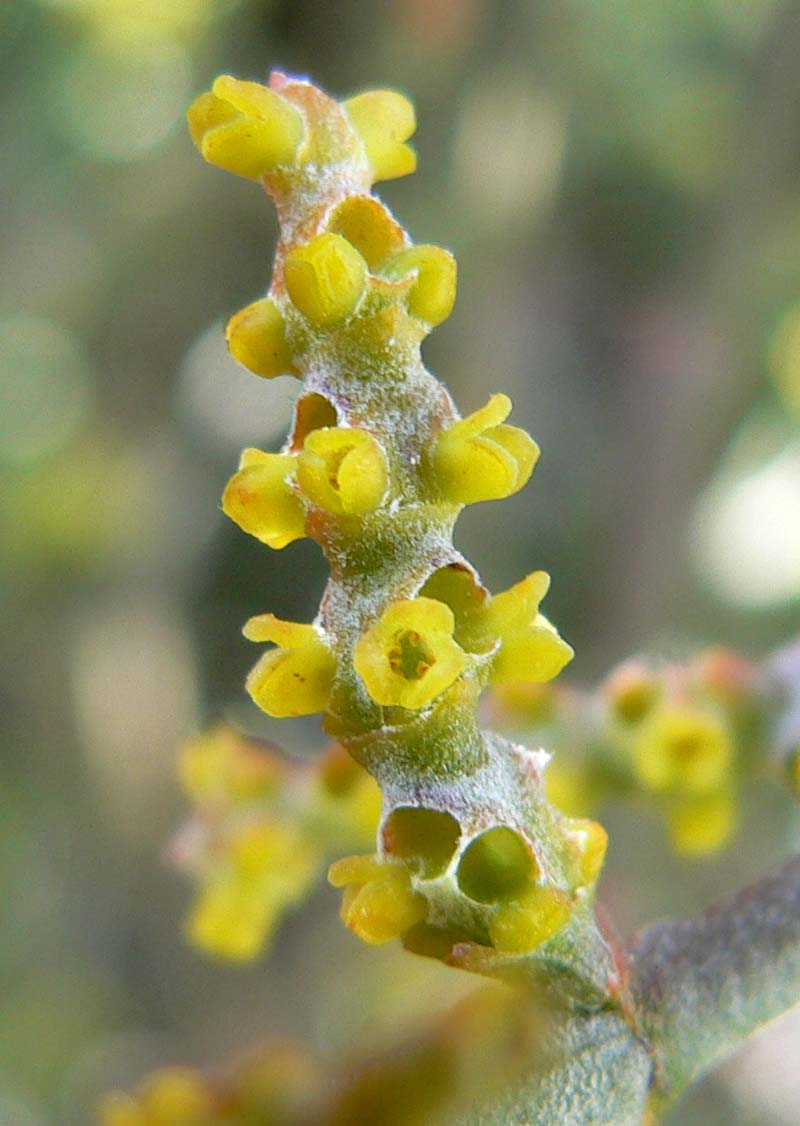
Květenství Phoradendron californicum

## Rozšíření
Čeleď v současném pojetí zahrnuje téměř 1000 druhů ve 44 rodech.
Santálovité jsou celosvětově rozšířenou čeledí. Největší druhové rozmanitosti dosahují v tropech a subtropech.
V květeně České republiky je čeleď zastoupena druhem jmelí bílé (Viscum album) a 8 druhy rodu lněnka (Thesium). V rámci Evropy je nejvíce druhů soustředěno ve Středomoří. Z pozemních rostlin je to mimo různých druhů lněnky prutnatec bílý (Osyris alba), prutnatec Osyris quadripartita a v jv. Evropě druh Comandra elegans. Ze stromových druhů se ve Středomoří vyskytuje Arceuthobium oxycedri, parazitující na jalovci, na Azorských ostrovech Arceuthobium azoricum a v jz. Středomoří jmelí Viscum cruciatum.

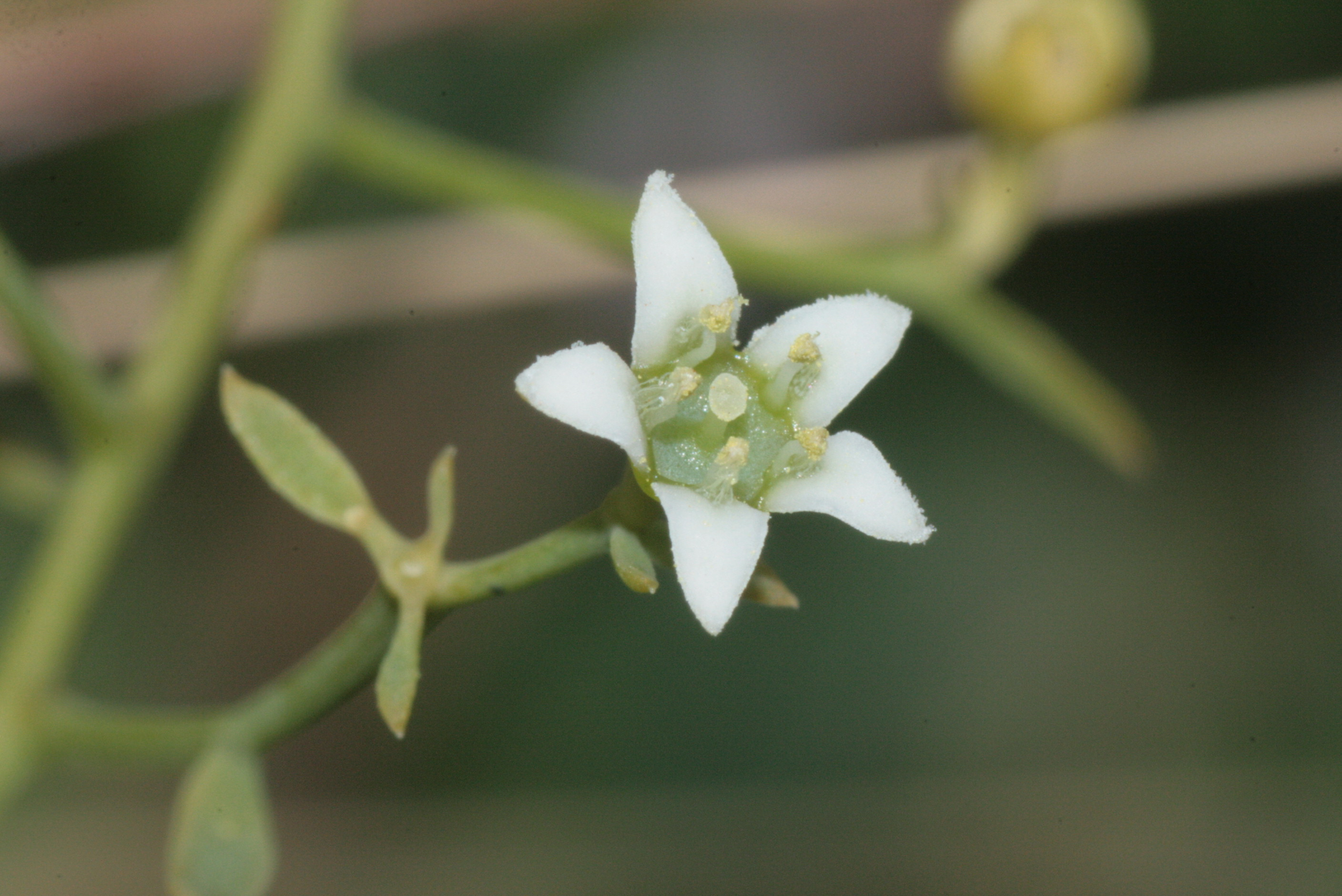
Detail květu lněnky lnolisté (Thesium linophyllon)
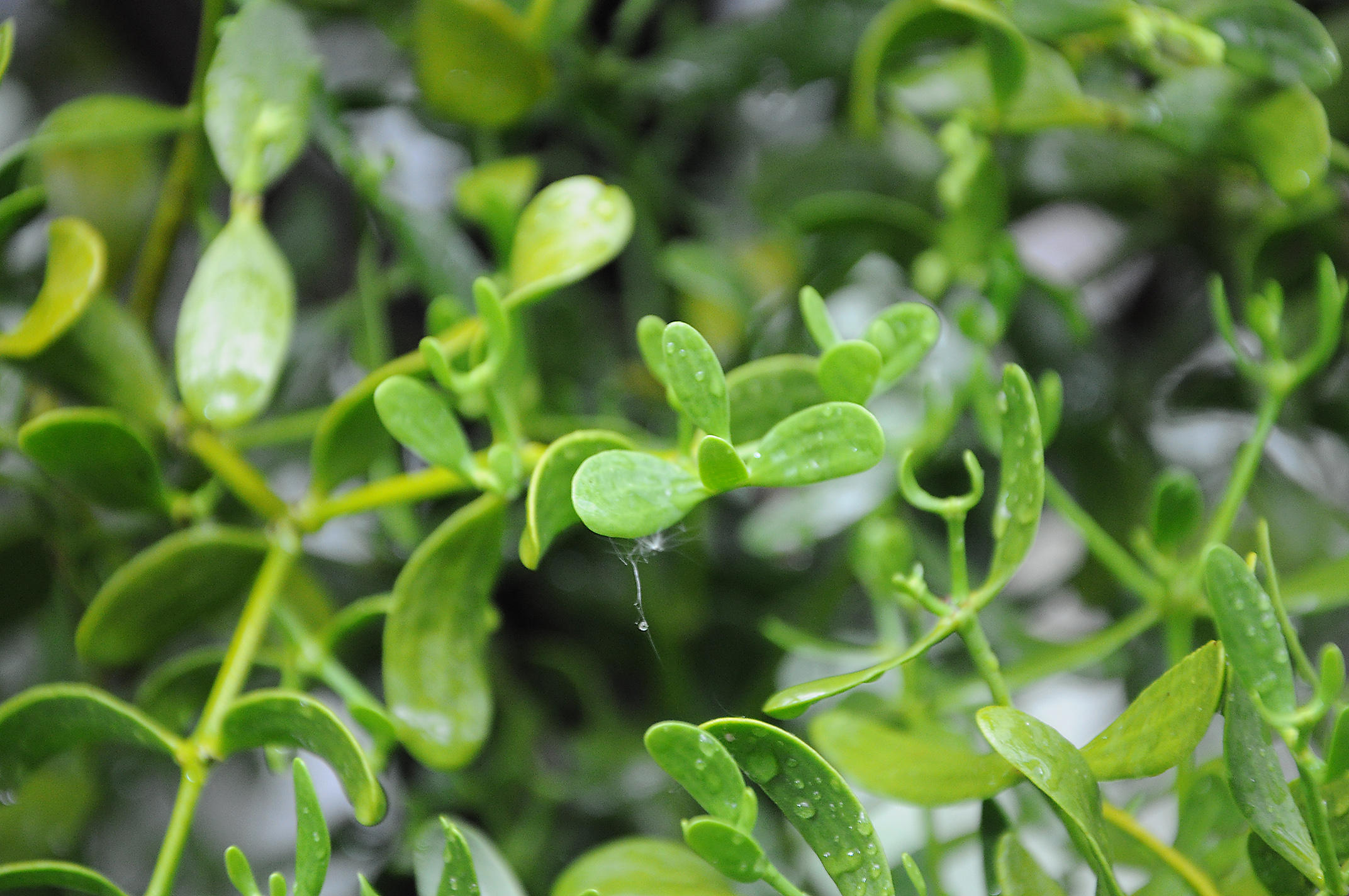
Jmelí Viscum cruciatum
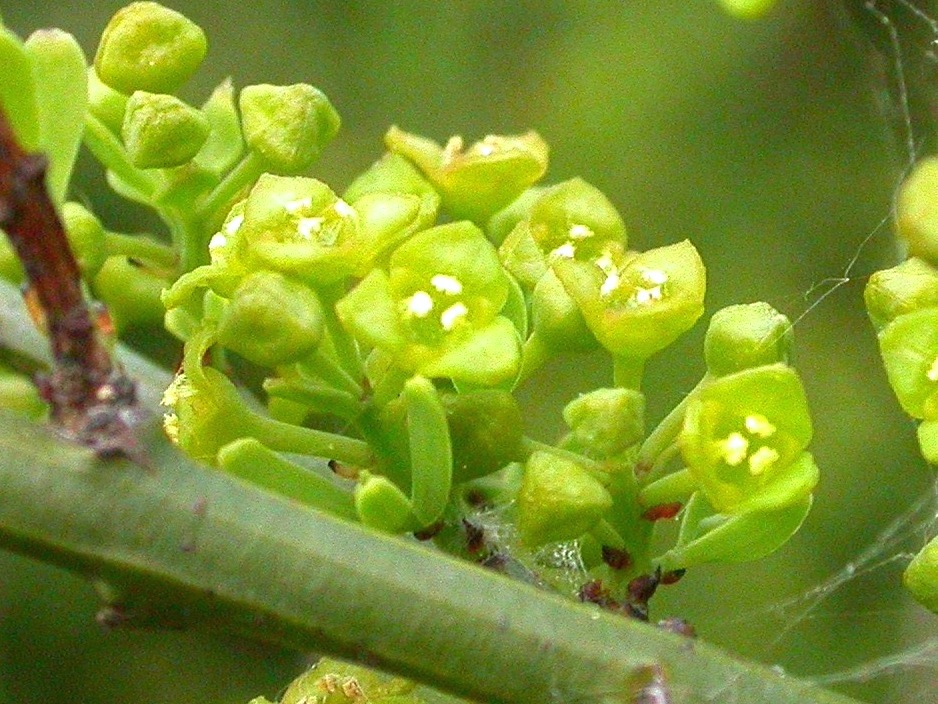
Samčí rostlina prutnatce bílého (Osyris alba)
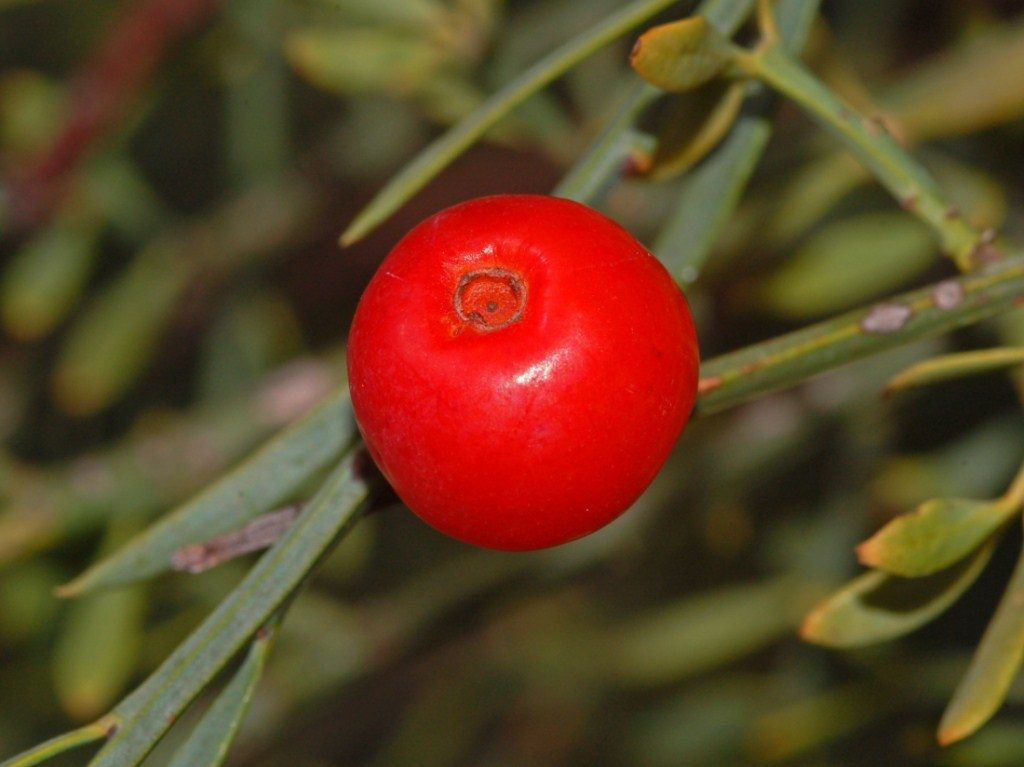
Zralá bobule prutnatce bílého (Osyris alba)

## Taxonomie
Santálovité v původním smyslu zahrnovaly asi 500 druhů v 36 rodech. Na základě molekulárních studií APG byla vřazena čeleď jmelovité (Viscaceae), odlišující se zejména jednopohlavnými květy, vstřícnými listy a typem plodů (bobule oproti peckovici nebo oříšku).

## Zástupci
- bukleja (Buckleya)
- jmelí (Viscum)
- lněnka (Thesium)
- prutnatec (Osyris)
- pyrulárie (Pyrularia)
- santalovník (Santalum)[4]

## Význam
Nejvýznamnější rostlinou z této čeledi je santalovník bílý (Santalum album), strom pocházející z Indonésie a poskytující vonné santalové dřevo obsahující známou santalovou silici.
Větévky jmelí jsou v Evropě symbolem Vánoc, podobně jako Phoradendron tomentosum v USA. Lepkavé bobule jmelí byly v dřívějších dobách používány k lapání drobnějších ptáků.
Druh Acanthosyris paulo-alvinii parazituje na kakaovníku a způsobuje škody na brazilských kakaových plantážích.

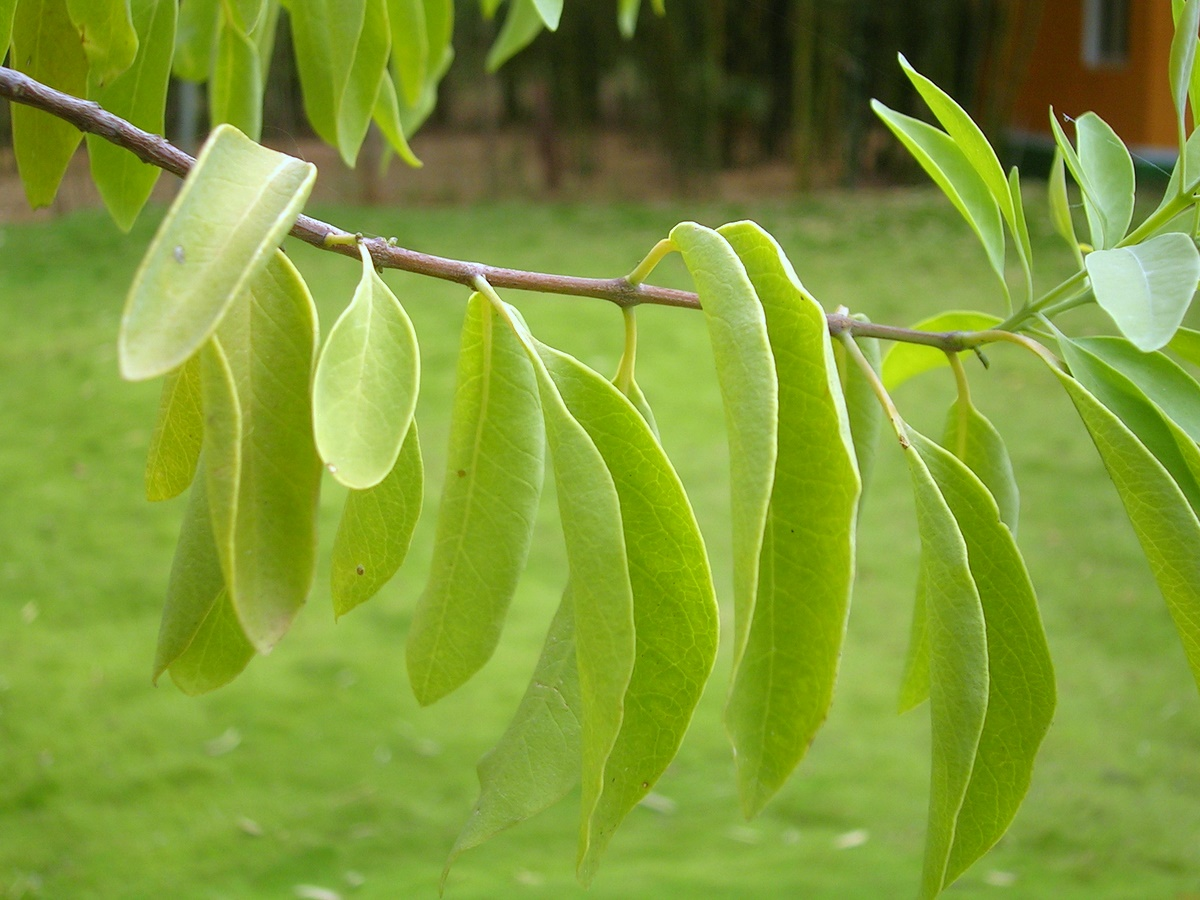
Větévka santalovníku bílého (Santalum album)
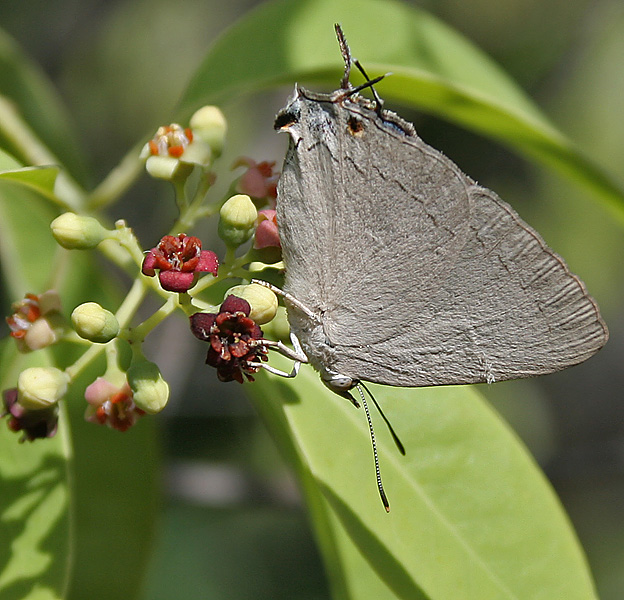
Motýl Tajuria cippus na květech santalovníku bílého (Santalum album)
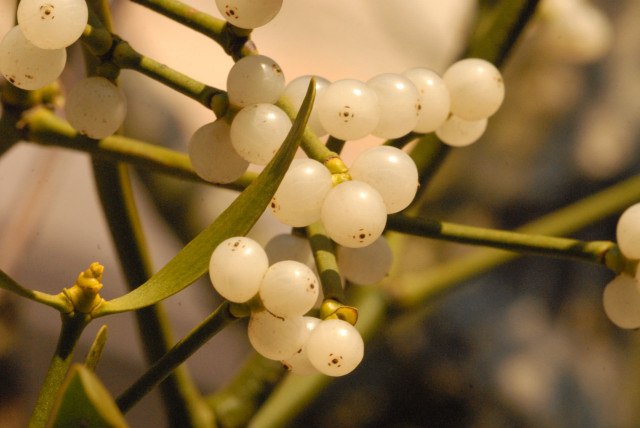
Plody jmelí bílého

## Přehled rodů
Acanthosyris,
Amphorogyne,
Antidaphne,
Arceuthobium,
Austroamericium,
Buckleya,
Cervantesia,
Choretrum,
Chrysothesium,
Cladomyza,
Comandra,
Daenikera,
Dendromyza,
Dendrophthora,
Dendrotrophe,
Dufrenoya,
Elaphanthera,
Eubrachion,
Exocarpos,
Geocaulon,
Ginalloa,
Jodina,
Korthalsella,
Lacomucinaea,
Lepidoceras,
Leptomeria,
Mida,
Myoschilos,
Nanodea,
Nestronia,
Notothixos,
Okoubaka,
Omphacomeria,
Osyridicarpos,
Osyris,
Phacellaria,
Phoradendron,
Pilgerina,
Pyrularia,
Rhoiacarpos,
Santalum,
Scleropyrum,
Spirogardnera,
Staufferia,
Thesium,
Viscum